# Neoclassicisme

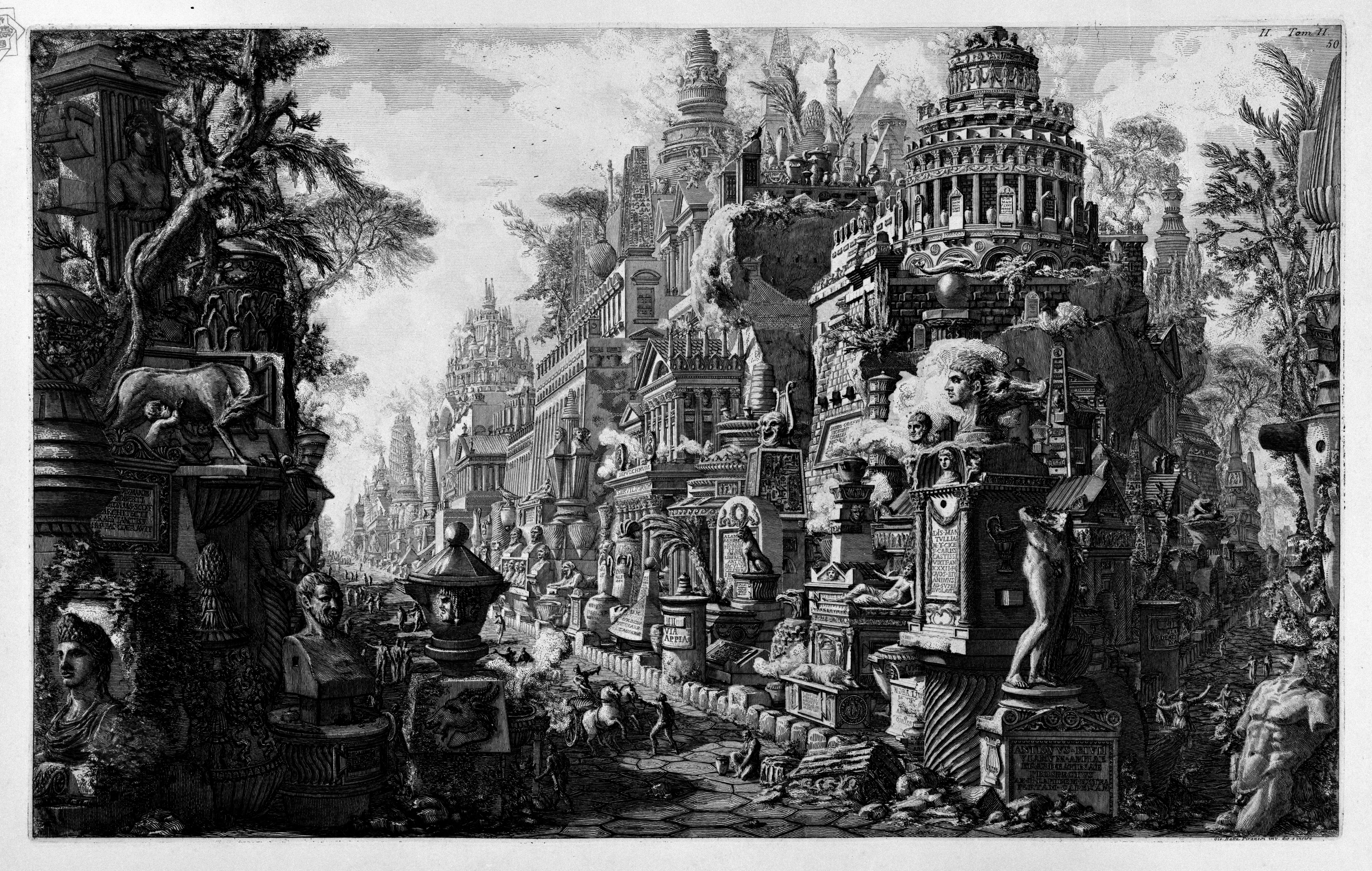
Fantasievoorstelling van de Via Appia; ets van Giovanni Battista Piranesi, 1756

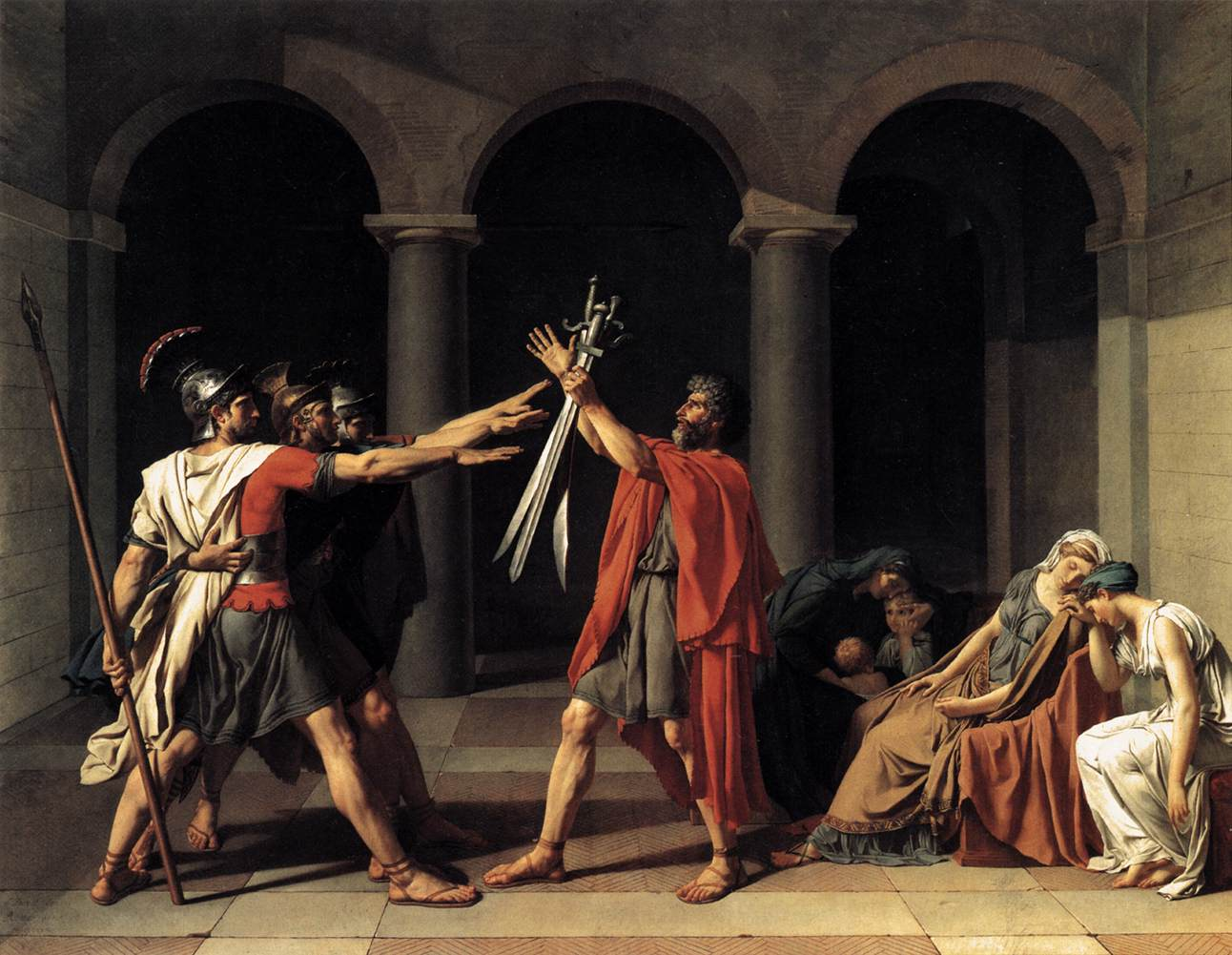
Jacques-Louis David, Eed der Horatii, 1784

Het neoclassicisme was aan het eind van de 18e en het begin van de 19e eeuw een stroming in de kunst, waarin opnieuw de vermeende puurheid van de klassieken werd nagestreefd. Men richtte zich daarbij met name op de (bouw)kunst van de oude Grieken en Romeinen. Beroemde neoclassicistische kunstenaars zijn de Franse schilders Jacques Louis David en Jean Auguste Dominique Ingres, en de in Rome werkzame beeldhouwers Antonio Canova en Bertel Thorvaldsen.

## Ontwikkeling classicisme en neoclassicisme
De belangstelling voor de klassieke beschaving werd in de achttiende eeuw sterk aangewakkerd door enkele belangrijke archeologische opgravingen, onder andere de vondst van Pompeï (1748) en die van de steen van Rosetta (1799). Het werk van tekenaars die Napoleon Bonaparte met zich mee had genomen op zijn veldtocht naar Egypte sprak zeer tot de verbeelding van tijdgenoten. Een sleutelrol vervulden ook de geschriften van de archeoloog Johann Joachim Winckelmann. Een belangrijk centrum van waaruit het neoclassicisme zich verspreidde over Europa en Noord-Amerika was Rome.
Waar de grens tussen classicisme en neoclassicisme ligt, is niet altijd even duidelijk. In verschillende landen bestaan verschillende tradities rondom deze naamgeving. De term classicisme wordt veelal gebruikt voor zeventiende-eeuwse Franse kunstenaars als Nicolas Poussin en Claude Lorrain (in de Nederlanden onder andere Gerard de Lairesse). Zij lieten zich door de antieke kunst van de Grieken en Romeinen inspireren, zonder die te willen imiteren.
In de betiteling classicisme of neoclassicisme kan soms een waardeoordeel doorklinken: kunststijlen die de traditie van de klassieke Griekse en Romeinse kunst en de renaissance op 'respectabele' wijze voortzetten, worden in die visie classicistisch genoemd, terwijl hun meer eclectische varianten als neoclassicistisch worden gezien.

## Schilderkunst
Belangrijke neoclassicistische schilders en etsers waren: Giovanni Battista Piranesi en Andrea Appiani (in Italië), Jacques-Louis David en Dominique Ingres (in Frankrijk), Angelika Kauffmann (in Zwitserland), en Benjamin West (in Groot-Brittannië en de Verenigde Staten).
In België kunnen de kunstenaars Joseph-Benoît Suvée en François-Joseph Navez genoemd worden; in Nederland de schilders Johannes van Dreght en Joannes Echarius Carolus Alberti.

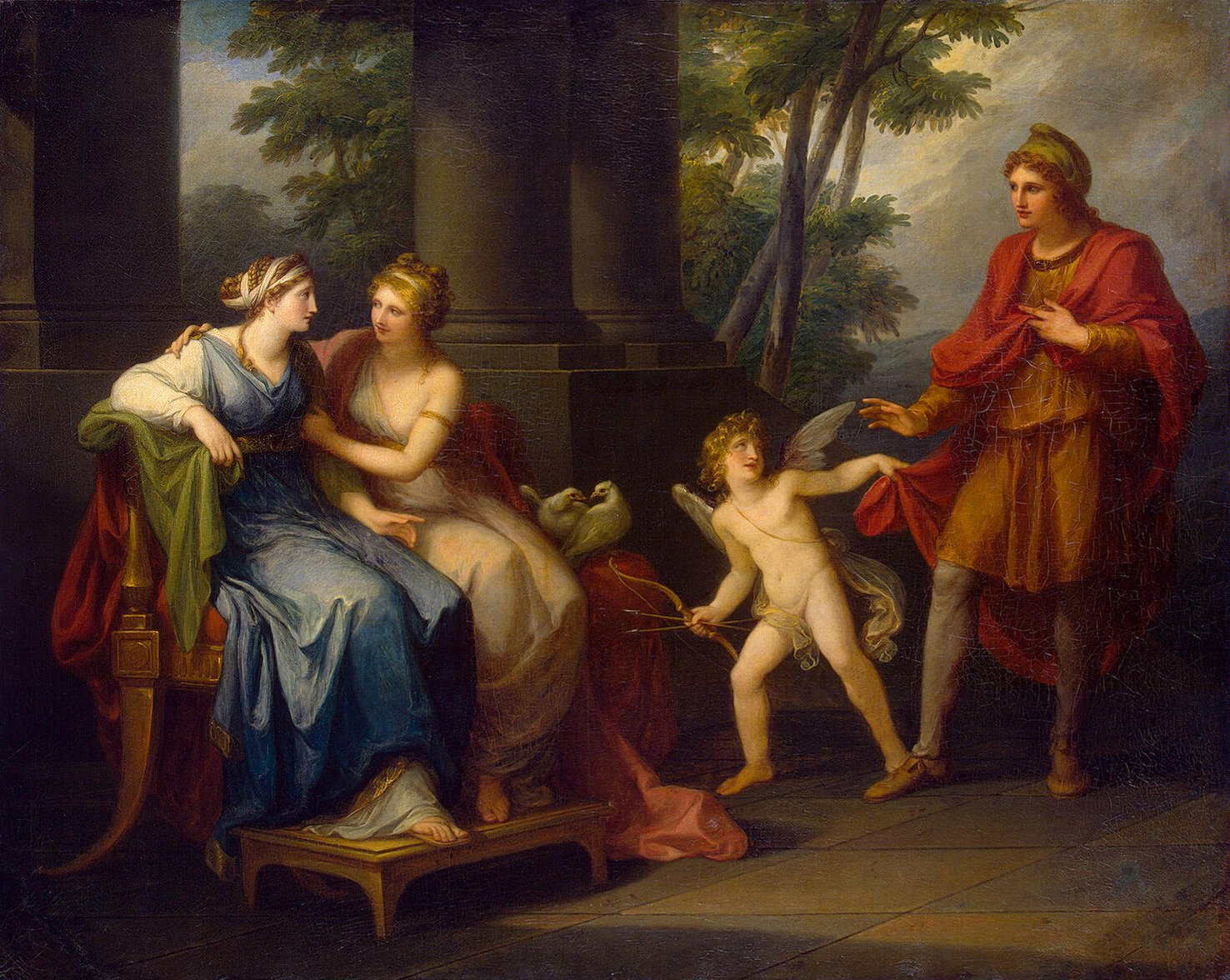
Angelika Kauffmann, Venus laat Helena verliefd worden op Paris, 1790
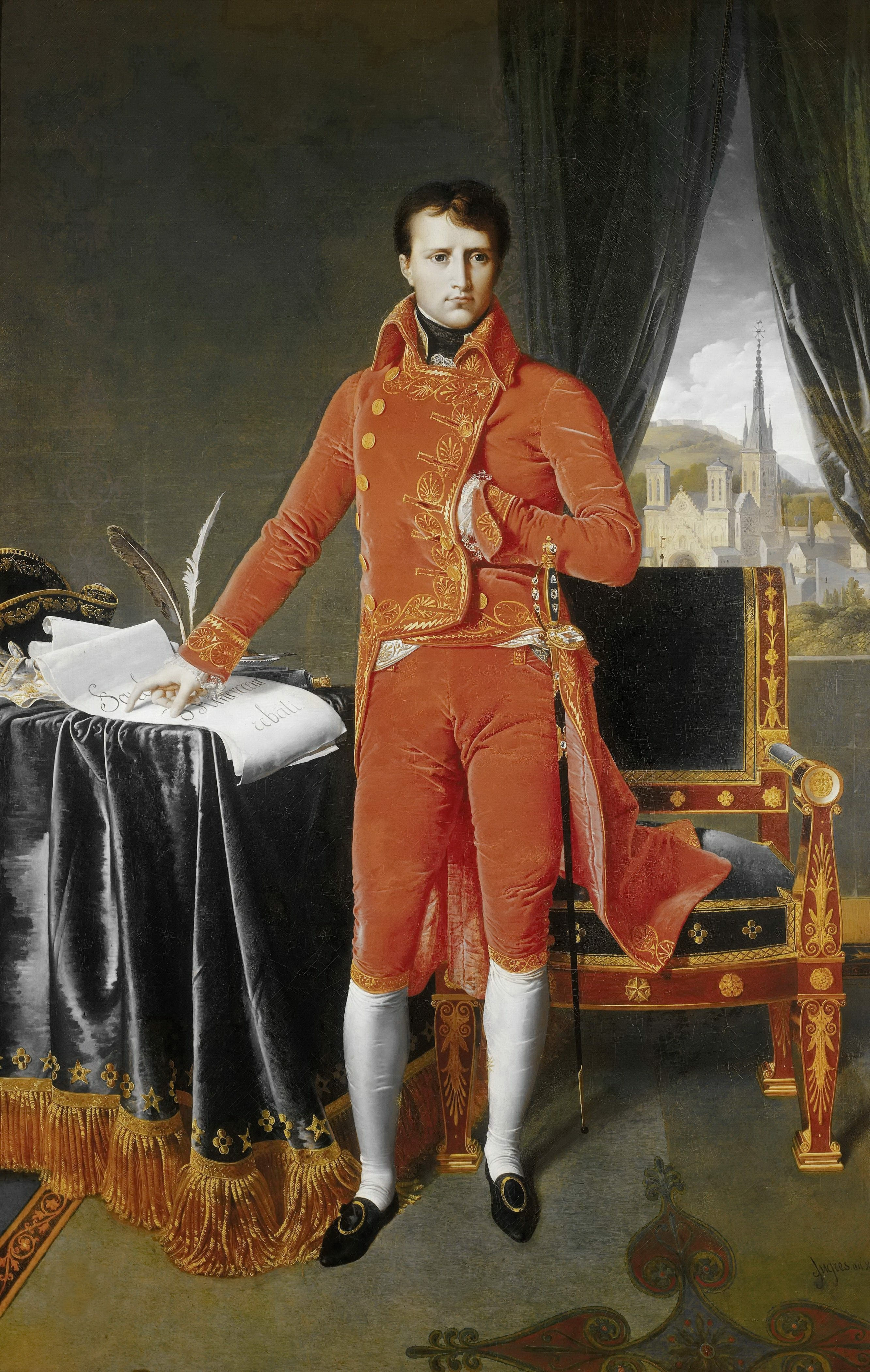
Ingres, portret van Napoleon Bonaparte, 1803-04
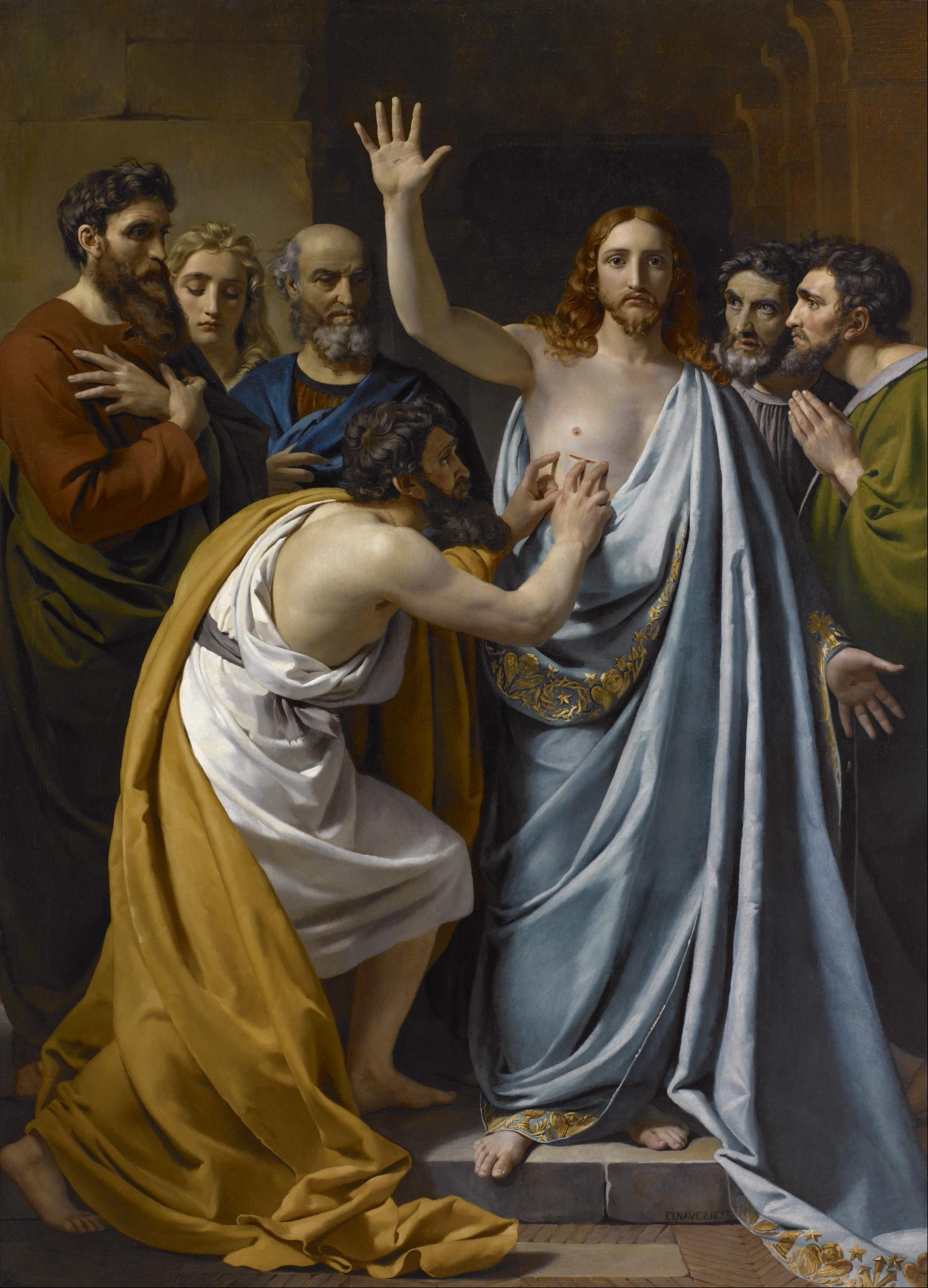
François-Joseph Navez, De ongelovige Thomas, 1823
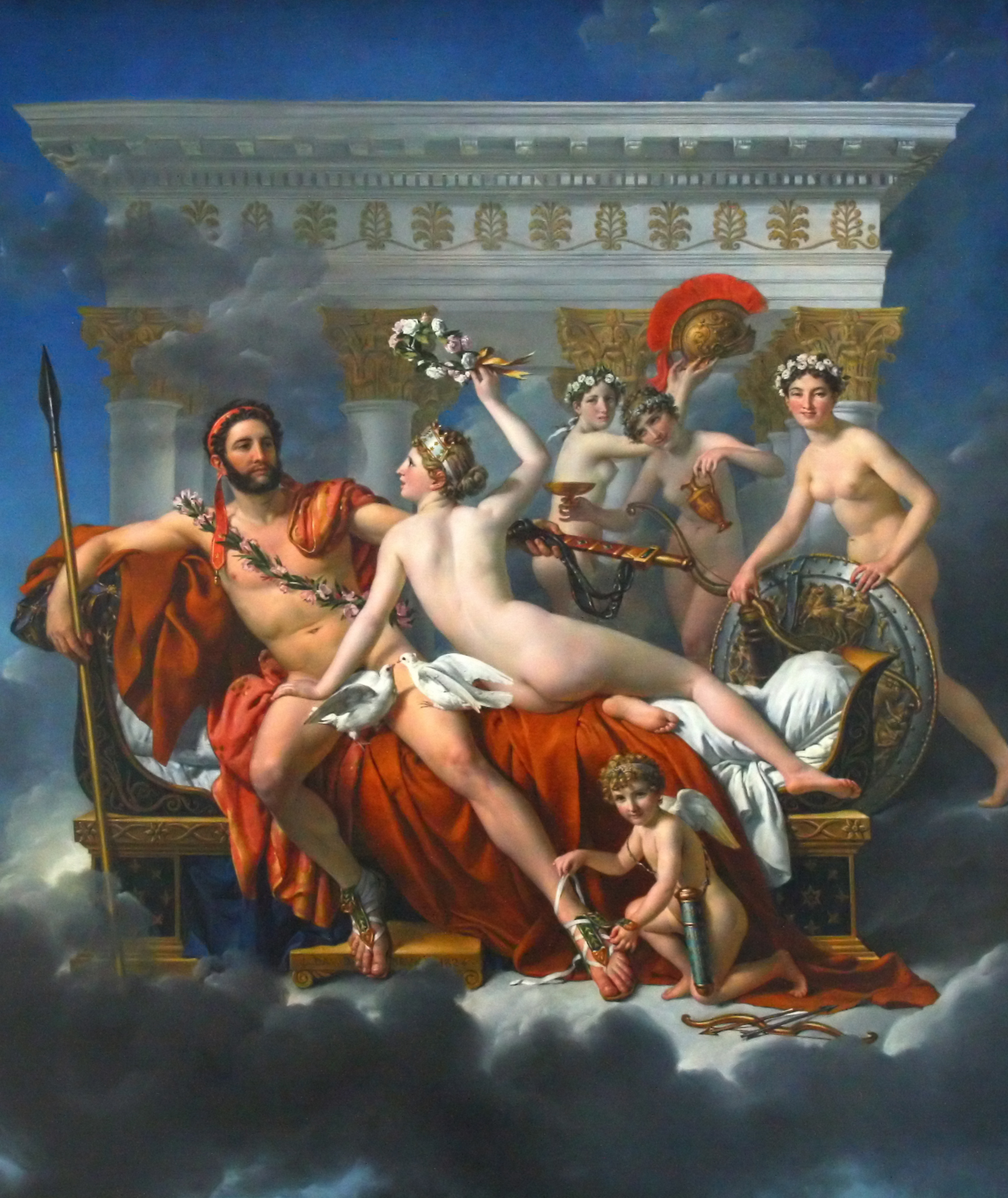
Jacques-Louis David, Mars ontwapend door Venus, 1824

## Beeldhouwkunst
De belangrijkste kunstenaars in het centrum van de neoclassicistische beeldhouwkunst (Rome) waren de Italianen Antonio Canova en Innocenzo Fraccaroli en de Deen Bertel Thorvaldsen. In Frankrijk waren in deze periode een groot aantal beeldhouwers actief, onder anderen Jean-Antoine Houdon, Augustin Pajou, François Joseph Bosio, Antoine-Denis Chaudet, David d'Angers en Jean-Pierre Cortot. In Duitsland waren de voornaamste vertegenwoordigers van het neoclassicisme Christian Daniel Rauch, Johann Gottfried Schadow en zijn zoon Rudolph Schadow; in Engeland was dat John Flaxman.
In België waren Gilles-Lambert Godecharle, François-Joseph Dewandre, Jean-Louis van Geel, Louis Jehotte en Eugène Simonis de belangrijkste neoclassicistische beeldhouwers. In Nederland kan Louis Royer tot het neoclassicisme gerekend worden; de beeldhouwers Mathieu Kessels en zijn leerling Johannes Antonius van der Ven waren voornamelijk in Rome werkzaam. De meesten van deze beeldhouwers schakelden later in hun carrière over op een meer romantische stijl.

Augustin Pajou, Mercurius, 1780
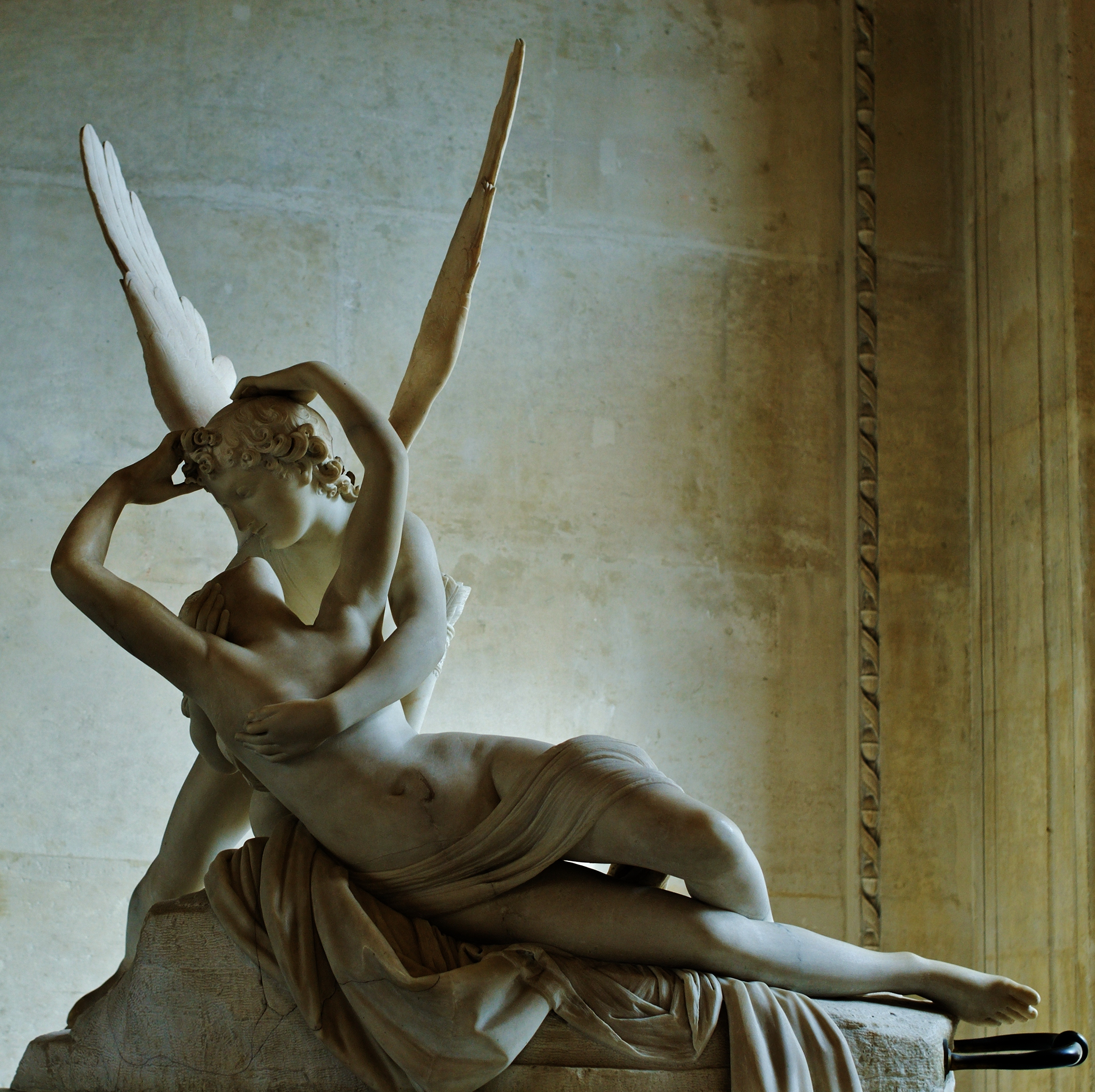
Antonio Canova, Psyche tot leven gekust, 1793
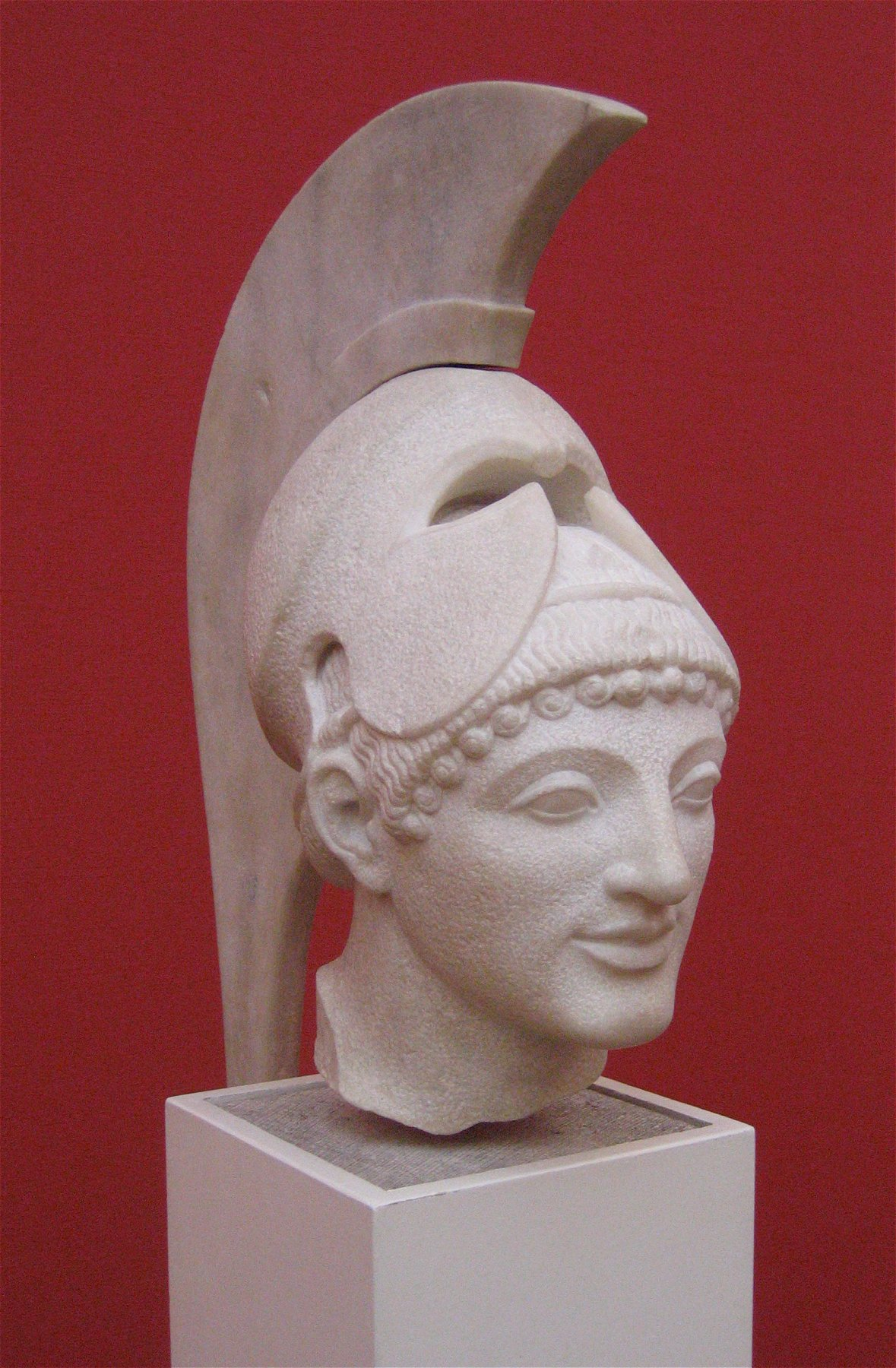
Bertel Thorvaldsen, Kop van een krijger, ca. 1812-18
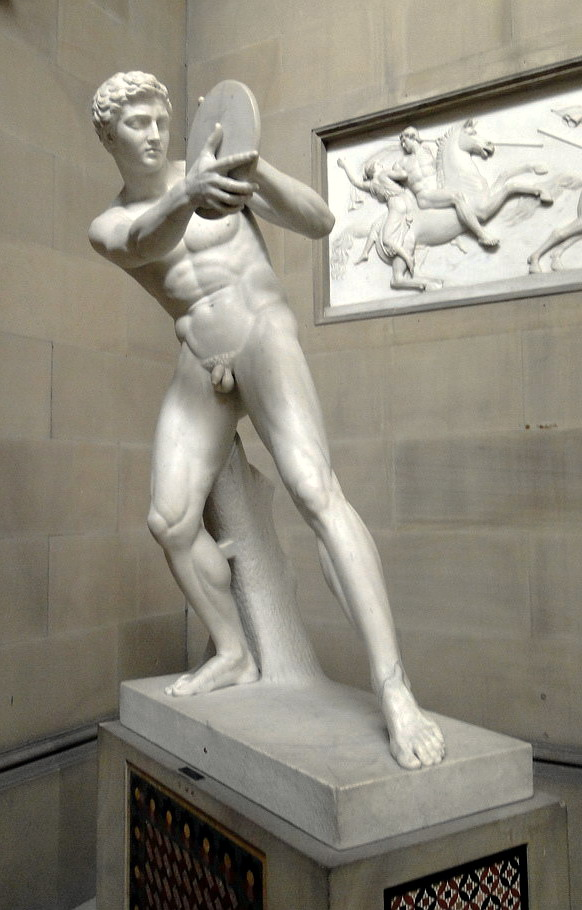
Mathieu Kessels, Diskuswerper, 1822-28

## Architectuur
In de neoclassicistische architectuur lieten architecten zich inspireren door de Griekse en Romeinse bouwkunst, vooral door de klassieke tempelbouw met zuilencolonnades. Invloedrijke neoclassicistische bouwmeesters waren de Fransen Étienne-Louis Boullée en Claude-Nicolas Ledoux, de Duitsers Karl Friedrich Schinkel en Leo von Klenze, en de Britten John Soane, Robert Adam en John Nash. In Frankrijk, Duitsland en Rusland was in deze periode de overheid de belangrijkste opdrachtgever (paleizen, regeringsgebouwen, rechtbanken, triomfbogen, musea, theaters); in Engeland ging het voornamelijk om huizen voor particulieren. In de Verenigde Staten bleef de federale stijl of Greek revival style populair tot ver in de 20e eeuw bij de bouw van onder andere regeringsgebouwen (in vrijwel alle statenhoofdsteden) en landhuizen (vooral in het Zuiden).
In België droegen de architecten Laurent-Benoît Dewez, Pierre Bruno Bourla en Lodewijk Roelandt het neoclassicistisch idioom een warm hart toe. De stijl is vooral zichtbaar op het Martelaarsplein en op het Koningsplein in het Brusselse regeringsdistrict, maar ook de Gentse Opera, de aula van de universiteit en het Oud Gerechtsgebouw, de Antwerpse Bourlaschouwburg, de Opera van Luik en het Casino van Spa getuigen van de populariteit van het neoclassicisme in het jonge koninkrijk België. In Nederland verrezen relatief weinig neoclassicistische bouwwerken. De Beurs van Zocher in Amsterdam werd rond 1900 al gesloopt. Het Stadhuis van Groningen en het gebouw Felix Meritis in Amsterdam, beide van Jacob Otten Husly, zijn voorbeelden van het neoclassicisme in Nederland. Het Paviljoen Welgelegen in Haarlem geldt als een puur voorbeeld van deze stijl. Zowel in Nederland als in België kunnen de meeste kerken uit de eerste helft van de 19e eeuw, in Nederland meestal aangeduid als waterstaatskerken, tot de neoclassicistische architectuur gerekend worden.

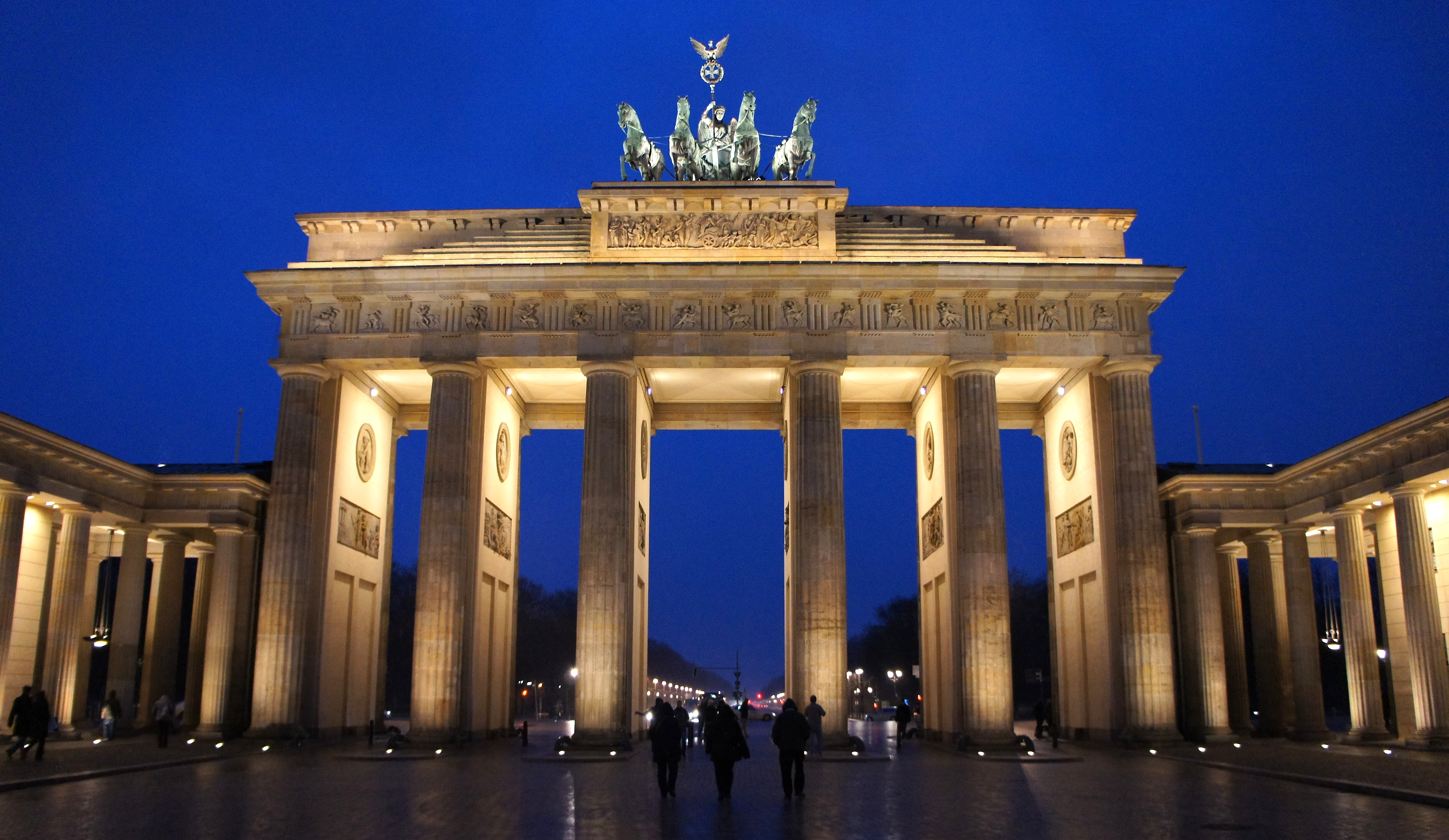
C.G. Langhans: Brandenburger Tor, Berlijn, 1788
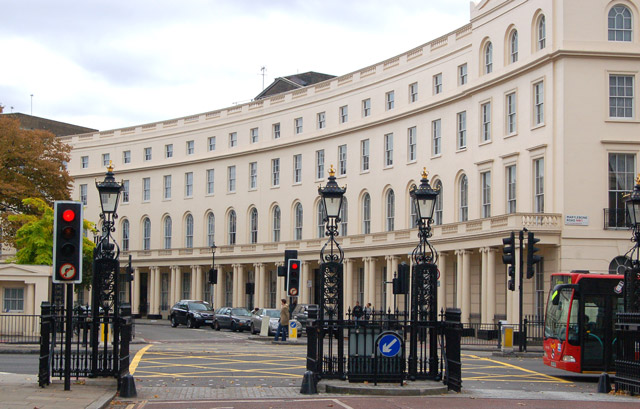
John Nash: Park Crescent, Londen, 1806-21
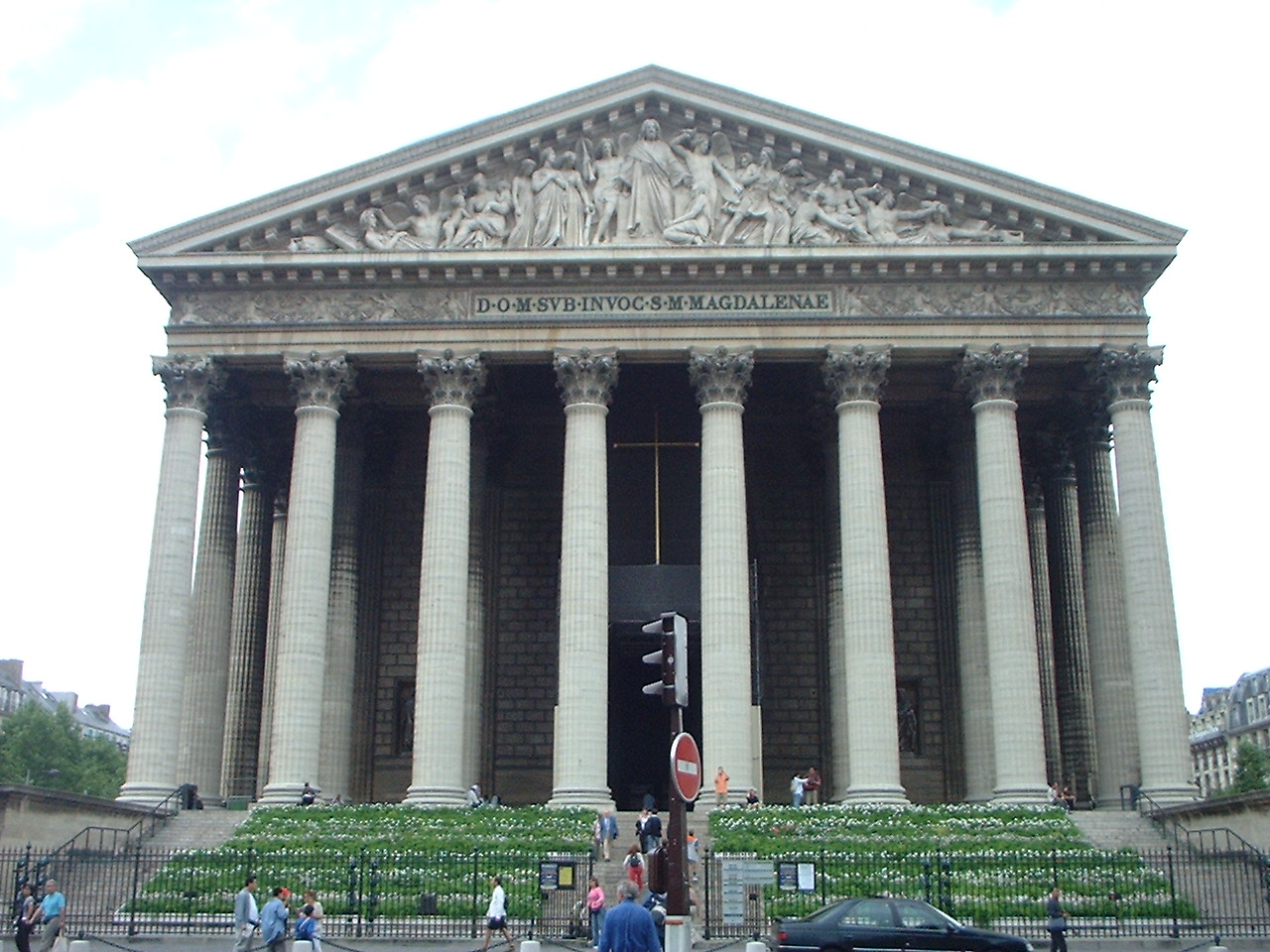
Pierre-Alexandre Vignon: façade van La Madeleine, Parijs, 1806-42
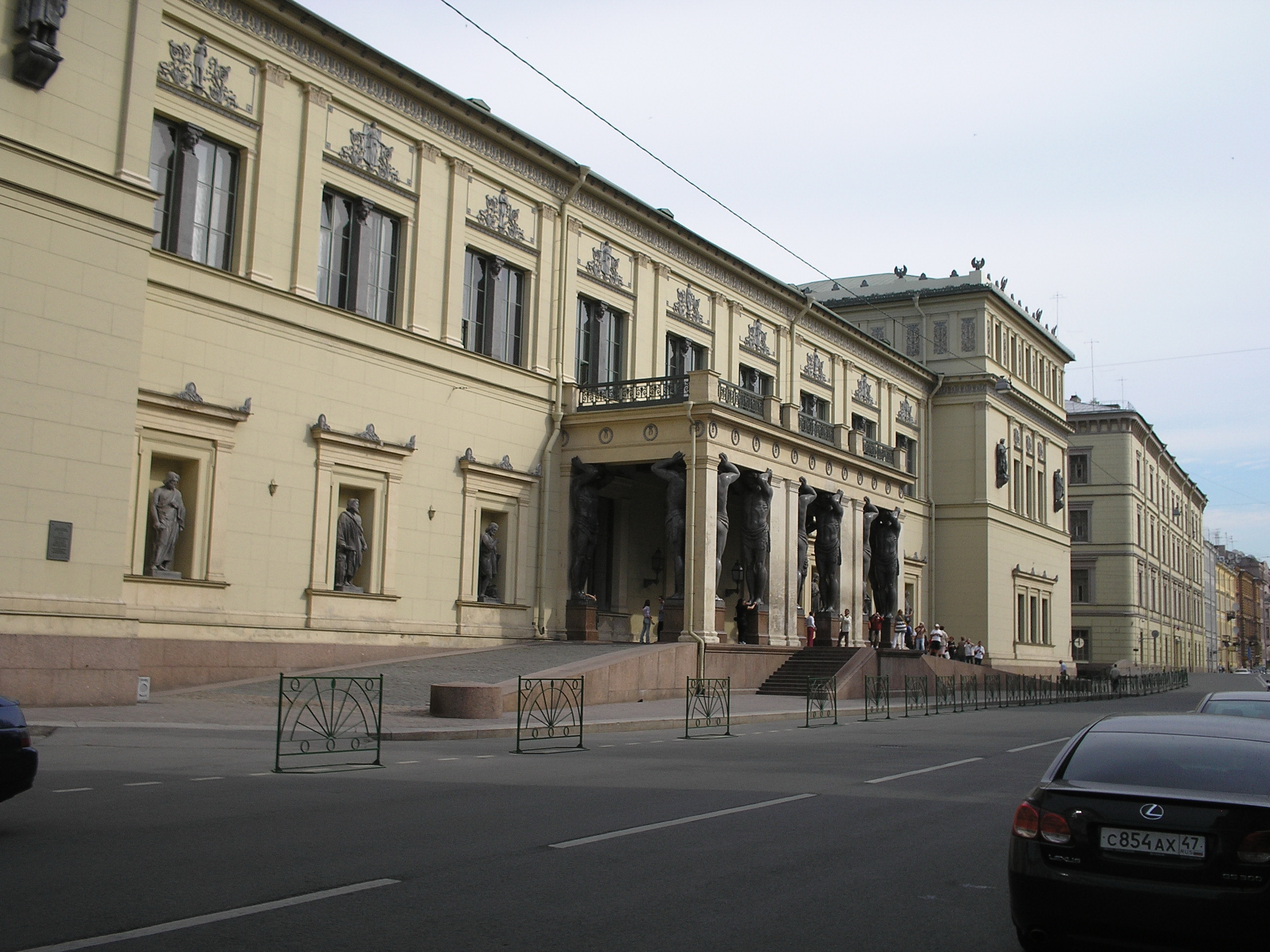
Leo von Klenze: Nieuwe Hermitage, Sint-Petersburg, 1839–52

## Toegepaste kunst
In de toegepaste kunst spreekt men zelden van neoclassicisme, hoewel bij de vormgeving van behang, meubels, klokken, tafelzilver, porselein en glaswerk vanaf de tweede helft van de achttiende eeuw een toenemende invloed van de klassieke beeldtaal valt te bespeuren. In Frankrijk - en landen die zich destijds sterk op de Franse cultuur richtten - is die invloed al te zien in de Lodewijk XVI-stijl, later in de Empirestijl. Waren aanvankelijk de opgravingen in Pompeï inspiratiebron voor interieurontwerpers, na de expeditie van Napoleon naar Egypte kwamen Egyptische motieven in de mode.
In Engeland spreekt men in deze tijd meestal over Regency. Hier waren de Schotse broers John en Robert Adam toonaangevend, zowel wat het exterieur als het interieur van adellijke landhuizen en stadspaleizen betrof. De Nederlands-Engelse bankier Thomas Hope was een belangrijke interieurontwerper en smaakmaker in 'Regency Londen'. De komst van de Portlandvaas naar Engeland in 1784 zorgde voor een stroom van imitaties, onder andere door de porseleinfabriek Wedgwood. De Britse beeldhouwer John Flaxman ontwierp neoclassicistische reliëfs voor serviesgoed van dit bedrijf ('jasperware' en 'basaltware').
Het Kasteel van Laken in Brussel en het Paleis op de Dam in Amsterdam hebben beide vrij gave Empire-interieurs. De Koninklijke Musea voor Kunst en Geschiedenis in Brussel, het Grand Curtius in Luik en het Museum François Duesberg in Bergen (Henegouwen) bezitten belangrijke collecties op dit gebied. De architecten Mathias Soiron en Jakob Couven ontwierpen interieurs in neoclassicistische stijl voor een groot aantal adellijke huizen in de regio Maastricht-Luik-Aken, daarbij bijgestaan door de van oorsprong Zwitsers-Italiaanse sierstucwerker Petrus Nicolaas Gagini.

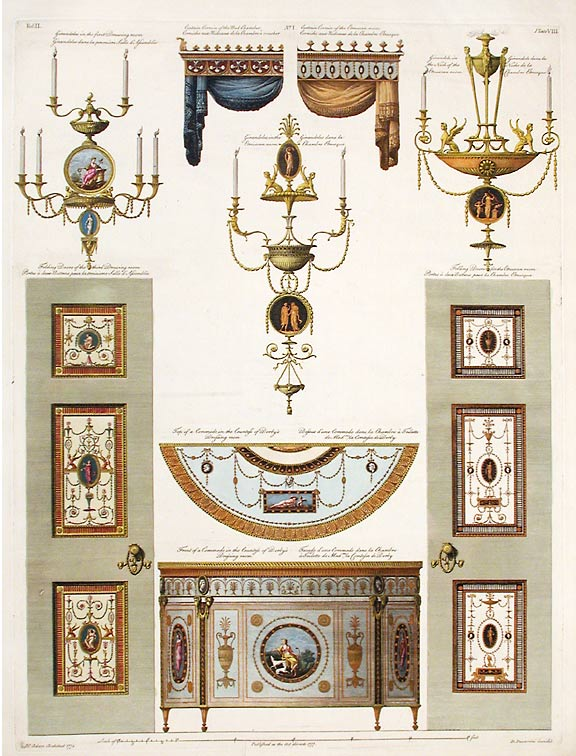
Robert Adam, ontwerp voor Derby House, 1777
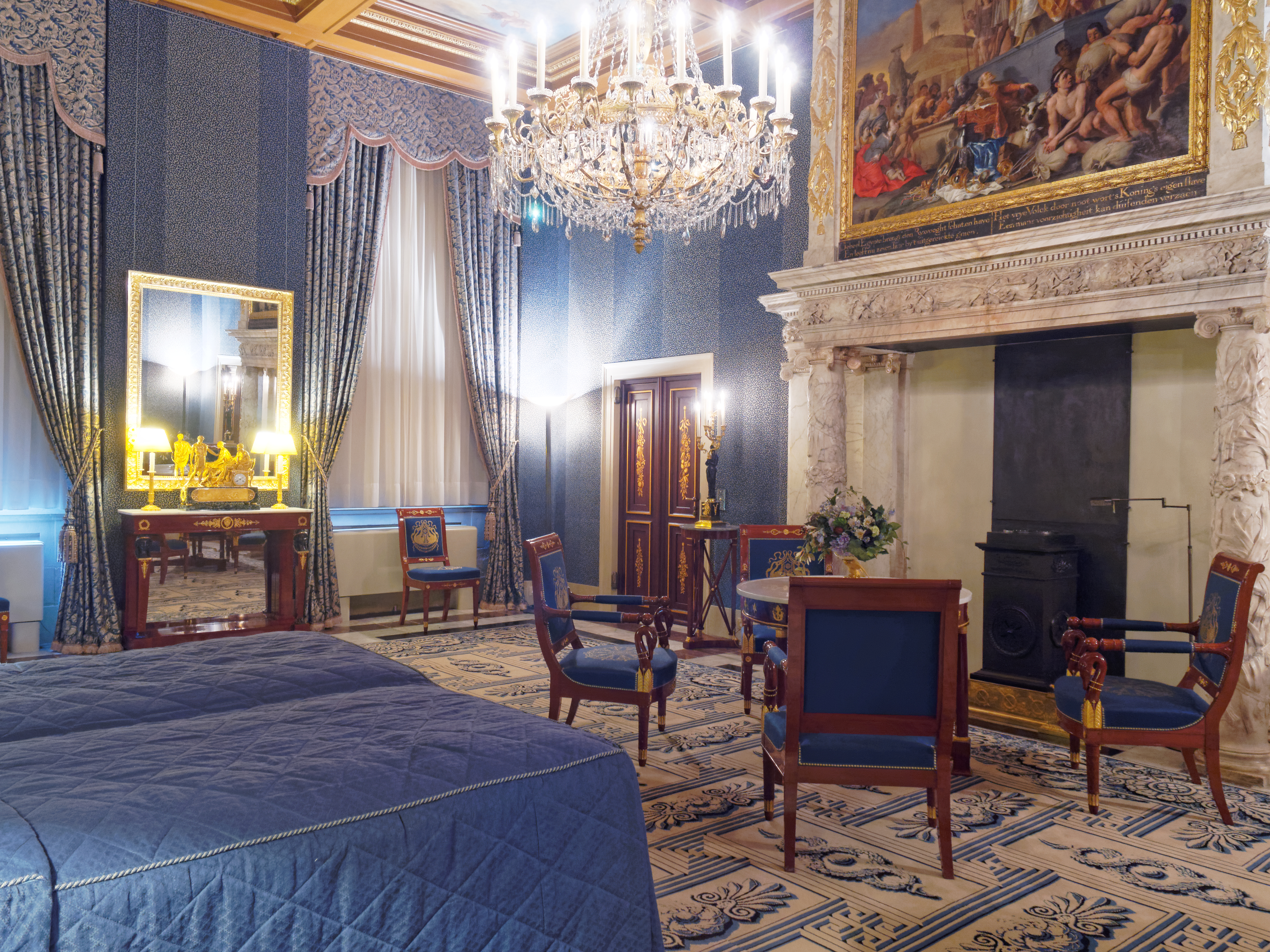
Empire slaapkamer, Paleis op de Dam, Amsterdam, ca. 1800
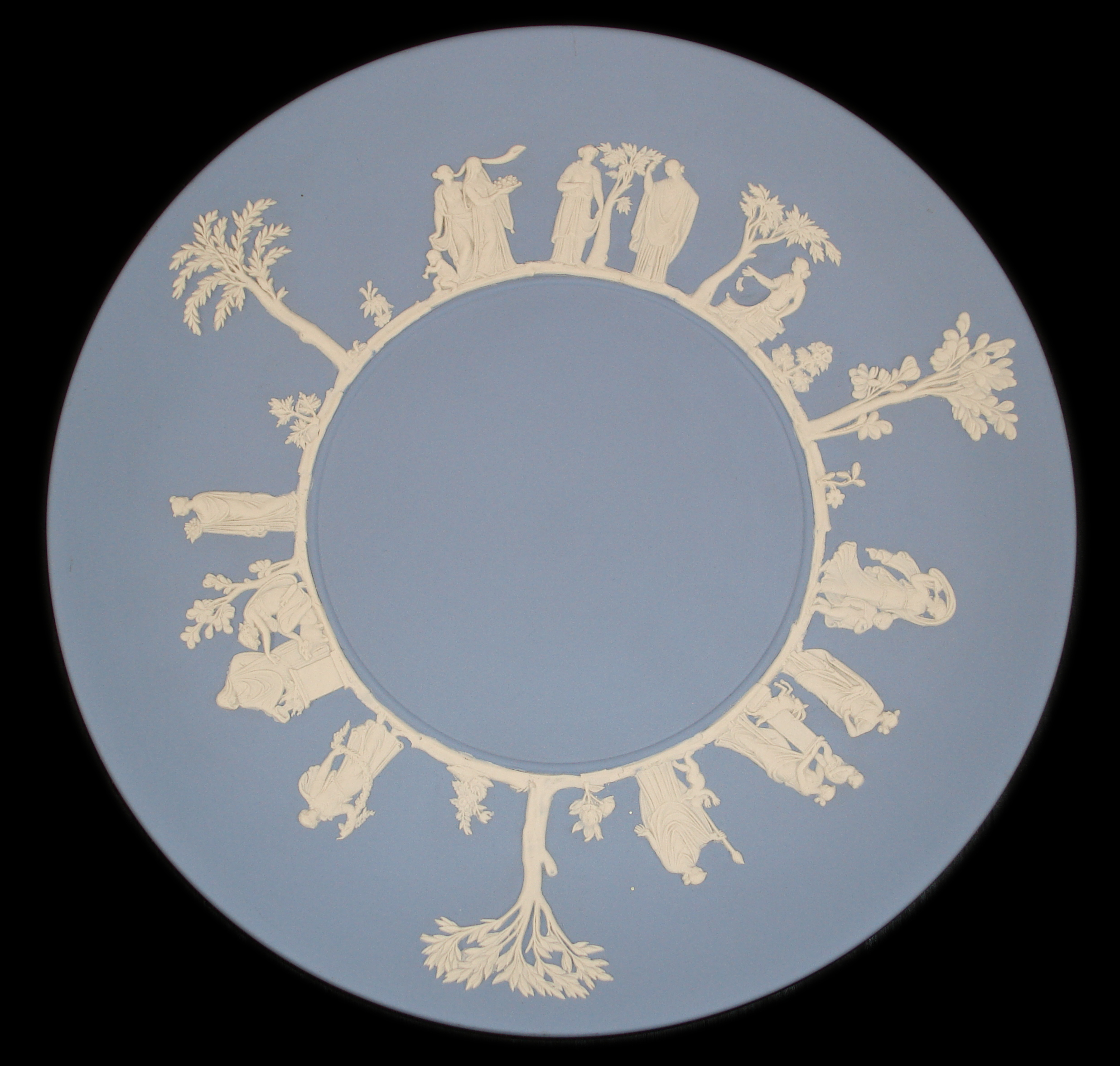
'Jasperware' bord, Wedgwood, ca. 1805
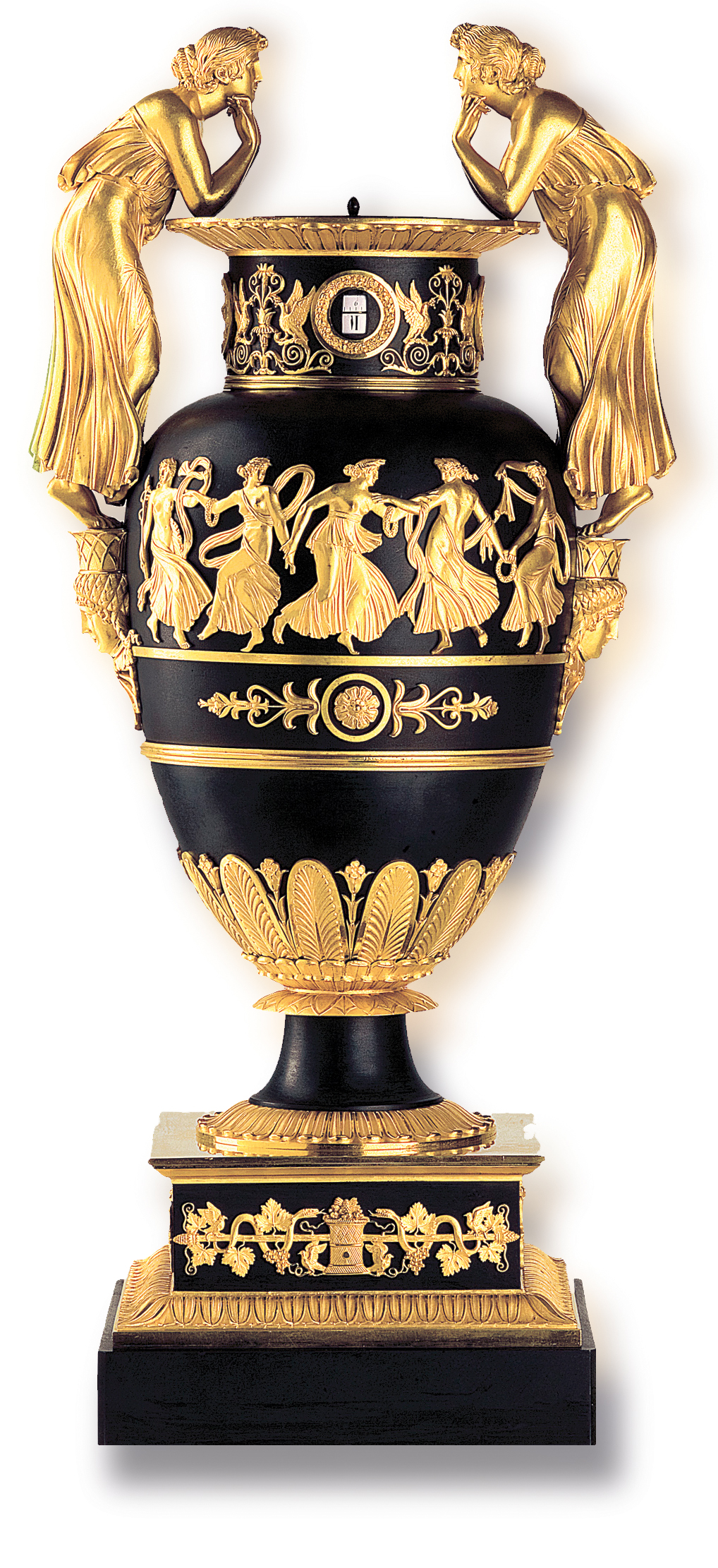
Franse Empire klok in de vorm van urn, ca. 1810

## Muziek
In de westerse klassieke muziek verwijst het begrip neoclassicisme niet naar de klassieke oudheid, maar verwijst het naar 20e-eeuwse componisten die teruggrijpen op de muziek uit de klassieke periode van Mozart en Haydn, zoals Francis Poulenc en Igor Stravinsky.

## Taalkunde
Neoconstructie (morfologie)